# Макгинн, Мэтти
Мэттью Макгинн (англ. Matthew McGinn; 27 июня 1983, Фазакерли, Ливерпуль, Англия) — английский и шотландский футболист, игравший на позиции защитника.

## Карьера
Мэттью родился в Фазакерли, пригороде Ливерпуля, 27 июня 1983 года. Мэтти начинал свой путь в академии клуба «Саутпорт», а в 2002 году в возрасте 19 лет стал привлекаться к играм за основу, выступающей в 5-м дивизионе Англии. В 2002 Макгинн переходит в клуб «Ранкорн», а через три года возвращается в родной клуб. Тем не менее, уже через год уходит в «Берско». По прошествии двух сезонов, вновь, уже в 3-й раз возвратился в «Саутпорт». Через три года, в 2011 году Макгинн отправляется в «Честер», где провел два сезона. Затем, последовал сезон в «Телфорд Юнайтед», и Мэтти перешел в валлийский клуб «Эйрбас» из города Бротон, и впервые сыграл в высшем дивизионе в своей карьере.